# Pápua Új-Guinea világörökségi helyszínei
Pápua Új-Guinea területéről eddig egy helyszín került fel a világörökségi listára, hét helyszín a javaslati listán várakozik a felvételre. 
| | Kuk (korai mezőgazdasági település) |
| 2008 |                                     |
| Kulturális (III)(IV) |                                     |
| Védett terület: 116 ha, puffer zóna: 195 ha, hivatkozás: 887 |                                     |
| Az 1,2 négyzetkilométeres helyszín az ország déli felföldjein helyezkedik el 1500 méteres magasságban. Ez a legkorábbi ismert mezőgazdasági terület Óceániában, a kutatók lehetségesnek tartják, hogy a földművelés itt már 10 000 évvel ezelőtt felváltotta a gyűjtögető életformát. A mocsaras terület feltételezhetően hozzájárult a nemesített növények elterjedéséhez a térségben, elősegítette a letelepedett életformát, a kultúra és a társadalom kialakulását. A feltárások szerint a lápvidéken már 7000 évvel ezelőtt művelhető teraszokat alakítottak ki, faeszközeikkel öntöző és vízelvezető árkokat ástak. Egyik legrégebben termesztett növényük a taró volt, majd később a banán amit szervezetten nemesítettek. Kuk elszigeteltsége bizonyítja, hogy a földművelés különböző formái világszerte egymástól függetlenül és nagy távolságokra alakultak ki. Jelenleg a környéken nem folytatnak intenzív földművelést, így a helyszín régészeti értékeit nem fenyegeti veszély. |                                     |

## Elhelyezkedése
| Kuk |

## Javasolt helyszínek
| Név                                         | Kép | Típus  | Kritérium                       | Év   | Hiv. |
| ------------------------------------------- | --- | ------ | ------------------------------- | ---- | ---- |
| Houn teraszok                               |     | vegyes | III, V, VII, VIII, IX, X        | 2006 |      |
| Kokoda ösvény és a Owen Stanley-hegység     |     | vegyes | III, V, VI, VII, X              | 2006 |      |
| A Fly folyó ökorégiója                      |     | vegyes | V, VI, X                        | 2006 |      |
| Milne-öböl                                  |     | vegyes | III, V, VII, VIII, IX, X        | 2006 |      |
| Pápua Új-Guinea karsztjai                   |     | vegyes | V, VII, VIII, IX, X             | 2006 |      |
| Sepik folyó felső medencéje                 |     | vegyes | I, III, IV, V, VII, VIII, IX, X | 2006 |      |
| Kikori folyó medencéje / Nagy Pápua Fennsík |     | vegyes | III, IV, V, VII, VIII, IX, X    | 2006 |      |